# Baba Diawara
Baba Diawara (ur. 5 stycznia 1988 w Dakarze) – senegalski piłkarz, grający na pozycji napastnika w Levante UD. Na początku swojej kariery grał w młodzieżowej drużynie Marítimo, później dołączył do pierwszej drużyny. 17 stycznia 2012 Diawara podpisał kontrakt z hiszpańskim klubem Sevilla.